# Szakáts Pál
Szakáts Pál (Körösbánya, Hunyad vármegye, 1898. április 26. – ?) magyar minisztériumi osztálytanácsos, főszolgabíró, országgyűlési képviselő.

## Élete
1898. április 26-án született a Hunyad vármegyei Körösbányán, református vallásban. Egyik, 17. században élt őse, Szakáts János 1618-ban Bethlen Gábortól kapta a nemességet; egyébként a földbirtokos család jó néhány tagja mint református lelkész vagy táblabíró vett részt az erdélyi közéletben. Apja, Szakáts István egy időben a kecskeméti törvényszék elnöke volt.
Középiskoláit a dévai reáliskolában és a szászvárosi református gimnáziumban végezte, majd a bécsújhelyi Mária Terézia Katonai Akadémiára iratkozott be. Tényleges hadnagyként vett részt az első világháborúban, a 82. közös gyalogezred kötelékében, és 1917 novemberétől a román, 1918 tavaszától pedig az olasz hadszíntéren harcolt. Az olaszországi Hétközség fennsíkján több ütközetben is rész vett, majd 1918 júliusában gázmérgezéssel kórházba került. 1918 novemberében főhadnaggyá nevezték ki.
A háború végét követően visszatért az iskolapadba: a kolozsvári és a szegedi egyetemen, illetve a kecskeméti református jogakadémián jogot hallgatott, a berlini tudományegyetemen pedig közgazdasági tanulmányokat folytatott. 1922 júniusában avatták a jogtudományok doktorává.
Szakmai pályáját ezt követően ügyvédjelöltként kezdte meg, majd a következő év tavaszán közigazgatási területen helyezkedett el. 1927-ben tiszteletbeli főszolgabírói kinevezést kapott, 1929-ben pedig miniszteri segédtitkárrá nevezték ki a Honvédelmi Minisztériumba. A következő években több honvédelmi miniszter mellett teljesített szolgálatot személyi titkárként, 1935-ben pedig miniszteri titkár lett. Munkájáért 1936-ban legfelsőbb szintű elismerésben részesült, 1938-ban pedig elnyerte a miniszteri osztálytanácsosi címet és besorolást.
Élénk társadalmi és egyesületi életet élt, 1921-től kezdődően a legtöbb nemzeti és jobboldali mozgalomnak támogatója, néhányban kezdeményezőként is részt vett. Az Ébredő Magyarok Egyesülete kecskeméti szervezetének főtitkára, a Magyar Nemzeti Szövetség választmányi tagja, a Hargitaváralja jelképes székely község elöljárósági tagja volt, míg a Társadalmi Egyesületek Szövetségében alelnöki tisztséget viselt. Publicisztikai és szakirodalmi tevékenysége is kiterjedt volt, fővárosi és vidéki napilapokban és folyóiratokban egyaránt jelentek meg írásai, főleg közgazdasági és társadalompolitikai témákban.
Az országos politikai életbe az 1939. évi általános választások során kapcsolódott be, amikor is országgyűlési képviselőnek jelöltette magát a szekszárdi választókerületben, a Magyar Élet Pártja jelöltjeként. A kerületben egy, kisgazda ellenfele volt, akivel szemben több mint kétezres szótöbbséggel szerzett parlamenti mandátumot.